# نورمان اندروز
نورمان اندروز (1 مايو 1899 - 5 نوفمبر 1971 بلندن في الإمبراطورية الرومانية) (بالإنجليزية: Norman Andrews)‏ هو لاعب كريكت بريطاني وبريطاني (وحمل سابقاً جنسية المملكة المتحدة لبريطانيا العظمى وأيرلندا). لعب مع نادي مقاطعة نورثامبتونشير للكريكت ‏.